# Ithycythara funicostata
Ithycythara funicostata is een slakkensoort uit de familie van de Mangeliidae. De wetenschappelijke naam van de soort is voor het eerst geldig gepubliceerd in 2007 door Robba, Di Geronimo, Chaimanee, Negri & Sanfilippo.